# Охайски уеслиански университет
Охайският уеслиански университет (на английски: Ohio Wesleyan University), или само Уеслиън, е висше училище – частен, независим и селективен хуманитарен колеж, разположен в гр. Делауеър, щата Охайо, на 20 мили северно от гр. Кълъмбъс – столицата на щата Охайо в САЩ. Основан е през 1842 г. от група новоанглийски методисти.
Уеслиън дава възможност за 4-годишно обучение (прием след завършено средно образование) в среда, изцяло посветена на придобиването на бакалавърска степен. Групите в колежи като Уеслиън, за разлика от много от големите американски университети, са много по-малки, с много повече индивидуална работа със студентите от страна на професорите.
През последните 15 години Уеслиън е неотменно сред първите 60 колежа по хуманитарни науки според класацията, публикувана от списанието „Ю Ес нюз енд уърлд рипорт“. Колежът е част от академичен консорциум, известен като Охайската петорка, който включва също и колежа „Оберлин“, колежа „Кениън“, колежа „Уъстър“, Университета „Денисън“. Според „Принстън Ривю“ средната селективност на 5-те колежа е 95 точки при максимален възможен брой 100, което ги нарежда измежду най-селективните колежи на САЩ.
Охайският уеслиански университет е 8-ият най-скъп университет в САЩ с годишна учебна такса за периода 2004/2005 г. от 31 650 долара. Тази сума не включва разходите за квартира и храна. Класацията се подготвя въз основа на мненията на студентите, резултатите от стандартизираните тестове, процента на завършилите и броя на първокурсниците, които продължават обучението си в същия университет през следващата учебна година.

## История
Университетът е сред първите висши училища в Охайо. Началото на организираната образователна система в Охайо датира от втората половина на 19 век. Основан е през 1842 г. През 19 век повечето висши училища в САЩ са открити от различни протестантски деноминации, като Принстънския университет (от Презвитерианската църква), Йейлския университет (от Обединената христова църква), Пенсилванския университет (от квакерите), Университета Дюк (от Методистката църква), Колежа Дартмут (от Христовата църква), с мисия за ограмотяване на протестантските общества и увеличаване на тяхното политическо влияние в САЩ.
Охайският уеслиански университет е основан през 1842 г. от Методистката църква. Университетът днес е освободен от опеката на Методистката църква и е привлекателен център за американски и чуждестранни студенти от 45 страни по света от най-различни религии.
Уеслиън получава образователната си харта от щата Охайо през 1842, но не започва да предлага курсове до 1844 г. Между 1842 и 1844 г. училището функционира като подготвителна академия, в която учениците плащат разходи 90 долара годишно.
Първоначално в Уеслиън могат да се записват само мъже. Женският уеслиански колеж започва да функционира през 1853 г. През 1850 г. Женския уеслиански колеж в Охайо завършва Люси Уеб Хейз – съпруга на Ръдърфорд Хейз, 19-и президент на САЩ през 1877 – 1881 г. През 1877 г. 2-те училища, намиращи се в Делауеър, Охайо, се сливат и сформират Охайския уеслиански университет.
Постепенно университетът се нарежда сред авторитетните научни центрове в щата Охайо и в САЩ. От самото начало Уеслиън е създаден като хуманитарно училище, като се подчертава, че всеки студент трябва да придобие умения за критично мислене и навици за учене, които остават за цял живот, и холистично разбиране за живота.

## Обучение
Средната продължителност на обучението в бакалавърските програми е 4 години. Студентите завършват програмата, в която се обучават, след като отговорят на всички обявени изисквания.
Минималният брой кредити за завършване на образователната бакалавърска степен е 32 (или 32 курса), в т.ч. 11 – 12 курса от факултета в програмата, в която се обучават студентите.
В САЩ хуманитарните колежи дават възможност за завършване в голямо разнообразие от академични сфери. В Уеслиън студентите могат да изберат всичко от бизнес (чрез уникалната програма „Международна търговия и мениджмънт“) до държавна администрация, дипломация и политически анализи (чрез специалността „Международни отношения“).
Благоприятната среда в Охайския уеслиански университет, която окуражава академичното развитие и в същото време поощрява извънкласната ангажираност, до голяма степен е резултат от много близката връзка студент-преподавател. Преподавателите познават лично студентите си, техните интереси, амбиции, възможности и планове. Близкото познанство и общуване са възможни благодарение на това, че колежът е сравнително малък, и най-вече се дължи на уникалния преподавателски състав. Много от преподавателите с желание предоставят домашните си телефони за консултации, готови са да дадат съвет по текущ проект по всяко време извън часовете и с удоволствие обядват и прекарват голяма част от свободното си време със своите студенти. Преподавателите са готови да дадат препоръки за стажове, работа или по-нататъшно обучение.
Студентите специализират в дадена академична област, като избират обучение в 1 или едновременно в 2 бакалавърски програми. В първия случай те избират основен и допълнителен модул от програмата, а във втория – основна (major) и допълнителна (minor) програма.
Уеслиън е дал на света носител на Нобелова награда по Химия – Франк Шърууд Роуланд, понастоящем професор в Калифорнийския университет.

## Отличителна програма
Това е програмата, в която влизат още при кандидатстването си студентите с високи резултати на SAT I и SAT II (обикновено над 1350 точки), отлични академични постижения и извънкласни дейности.
Тя предоставя възможности за курсове на по-високо ниво от редовните, за участие в национални и регионални конференции и за лидерски позиции в структурите на Honors организациите. Най-важното е, че Honors дава възможност за развиване на творческо и нестандартно мислене, за поемане на рискове и за осъществяване на смели идеи.

## Специалности
През 2005 г. Охайският уеслиански университет предлага 38 различни специалности:
- Информатика
- Антропология
- Астрономия
- Биохимия
- Биология
- Ботаника
- Древни, средновековни и ренесансови изследвания
- Журналистика
- Зоология
- Източноазиатски изследвания
- Икономика
- Информатика
- История
- История на изкуството
- Класически науки
- Класическа хуманитаристика
- Куиър Науки и сексуалната ориентация
- Латиноамерикански изследвания
- Математика
- Международни отношения
- Микробиология
- Музика
- Науки за околната среда
- Науки за Черния свят
- Невронауки
- Политика и държавно управление
- Психология
- Религия
- Социология
- Специални направления
- Статистика
- Театър и танц
- Урбанистика
- Физика
- Философия
- Химия

## Университетска библиотека
Университетската библиотека е измежду най-големите научни библиотеки сред висшите хуманитарни колежи в Охайо и САЩ, като предлага услуги, съчетаващи традициите и модерните технологии, които изграждат облика ѝ на съвременен библиотечно-информационен, културен и образователен център. Създадена едновременно с висшето училище през 1842 г., тя и до днес играе важна роля в развитието на науката и образованието. Нейно притежание е богат многоотраслов фонд, който наброява над 500 000 библиотечни единици – научна и учебна литература, старопечатни, редки и ценни издания, периодика, електронни носители на информация и други материали. Книжовното ѝ богатство е на разположение на читателите в единната система на Охайските университетски библиотеки.
Като универсална научна библиотека обслужва научни работници, специалисти, студенти и други от всички области на науката и практиката. Регионалната библиотека на Охайския уеслиански университет съхранява и предоставя за ползване книги и периодични издания (цялата продукция на САЩ издателства след 1890 г. и такива на чужди издателства), ръкописи и архивни документи, албуми, картографски издания, служебни и официални издания, стандарти, нотни издания, грамофонни плочи, аудио и видео касети, компакт дискове, микрофилми и други, набавяни чрез депозит, покупки, дарения.
Университетската библиотека на Уеслиън е част от академичен консорциум с библиотеки на 4 други селективни колежа в Охайо. Консорциумът се нарича „Консорт“ и включва библиотеки на колежа „Оберлин“, колежа „Кениън“, колежа „Уъстър“ и Университета „Денисън“.

## Студенти
Настоящите студенти в Охайския уеслиански университет в бакалавърски програми за 2005 г. са около 1850 души, вкл. над 200 чуждестранни. Студентите на Уеслиън представят 44 американски щата и 45 страни по света. Те се избират въз основа на академичните им заслуги, независимо от раса, религиозна принадлежност, цвят на кожата, произход или финансово положение.
Според уеб-сайта на списание „Принстън Ривю“ кандидат-студентите в Охайския уеслиански университет кандидатстват също в „Корнел“, „Харвард“, „Денисън“, „Кениън“, „Дикинсън“ и колежа „Гетисбърг“.
Макар Охайо да е известен сред политическите среди като „входа към Средния Запад“, студентите в Охайския уеслиански университет традиционно гравитират към Демократическата партия. През 2004 г. сенаторът Джон Кери печели 70 на сто от гласовете на студентите в Уеслиън, а 29 процента от гласовете отиват при настоящия президент.
Съществува понятието „уеслиънски студент“, първоначално в смисъл на привилегировано елитно частно студентство, а после добило нюанс – за студент, който е свръхлиберален.

## Студентски организации
Гей-общността има активни групи в Охайския уеслиански университет. Той е сред училищата в САЩ, които активно привличат кандидат-студенти от ЛГБТ общността. Гей организацията в Уеслиън работи за повишаване на знанията на младите хора относно сексуалните идентичности; сближаване между науката и практиката на движението за социална интеграция на ЛГБТ и разширяване на присъствието на ЛГБТ проблематиката в културата.
Студентски съвет – Уеслиански съвет за студентски интереси, отстоява правата и интересите на студентите в Охайския уеслиански университет. Той има право да организира избора на свои представители в ръководните органи на висшето училище, да установява вътрешни и международни образователни, културни и следдипломни контакти между студентите, да участва в управлението на студентските общежития, организацията на учебния процес, разпределението на стипендиите и помощите за студентите.
В университета има над 85 студентски клуба. Студенти оперират студентското радио WSLN Radio 98,7 FM.

## Студентски общежития
В унивеситета има 6 студенски общежития: общежитие Башфорд, общежитие Томсън, отличително общежитие Уелч, общежитие Смит, общежитие Стайвъзънт и общежитие Луси Уеб Хейз (само за момичета).
Съществуват също 7 кооперативни общежития, в които живеят над 200 студенти. Кооперативните общежития се занимават с промоция на учебни програми с ясно послание за видимост и политическа еманципация по най-различни обществени проблеми.
Студентите в кооперациите работят за видимост на следните социални въпроси:
- мир и правосъдие (Peace and Justice House)
- опазване на екологичната среда (Tree House)
- обществено и личностно равноправие, което да осигурява защита на правата и повишаване качеството на живота на жените (Women's House)
- публично-частни партньорства в подкрепа на черните хора (House of Black Culture)
- международни култури (Modern Foreign Languages House)
- изкуства (Creative Arts House)
- бедност (House of Hope)

## Активизъм и протести
Колежът е известен с активизма на своите студенти. 2004 г. е най-плодотворната и наситена със събития за студентското движение.
На 17 март 2005 г. Студентският съвет за видимост на социалните въпроси, свързани с афроамериканците, организира протест в Делауеър, за да защитят правата на афроамериканските студенти в Уеслиън.
През 2003 и 2004 г. над 100 уеслиански студенти се събират във Вашингтон за 2-дневен протест срещу несправедливата политика на заеми от Световната банка, които целят да се преборят с бедността като финансират страните в нужда. Според студентите реформите, които страните-членки се задължават да проведат, пречат, а не подпомагат развитието на държавите, които изпитват сериозни икономически затруднения.

## Спортно-състезателна дейност
В университета има 13 спортни отбора, които организират представянето на студентите на Охайски уеслиански университет на спортното поле на студентски първенства. Отборите на Уеслиън по баскетбол (1988), футбол (1998, 2001, 2002) и лакрос (американски спорт) стават републикански шампиони.

## Известни български възпитаници
- Катерина Запрянова, випуск 1998, заместник главен редактор на списание „Тема“
- Пламен Николов, випуск 2000, докторант на Харвардския университет